# Ophion tityri
Ophion tityri är en stekelart som beskrevs av Alpheus Spring Packard 1881. Ophion tityri ingår i släktet Ophion och familjen brokparasitsteklar. Inga underarter finns listade i Catalogue of Life.